# Mitteljapanische Sprache
Mitteljapanisch (japanisch 中世日本語 chūsei nihongo) war eine Sprachstufe der japanischen Sprache zwischen Klassischjapanisch und Frühneujapanisch. Sie war eine Übergangsperiode, in der die Sprache viele ihrer altertümlichen Merkmale ablegte und ihrer modernen Form näherrückte.
Ihr Zeitraum überspannte ungefähr 500 Jahre vom 12. bis zum 16. Jahrhundert. Üblicherweise wird sie weiter in eine frühe und eine späte Phase eingeteilt. Aus der politischen Perspektive betrachtet, bestand Früh-Mitteljapanisch zu Ende der Heian-Zeit – genauer während des Insei – sowie zur Kamakura-Zeit und Spät-Mitteljapanisch während der Muromachi-Zeit.

## Hintergrund
Das Ende des 12. Jahrhunderts war eine Zeit des Übergangs von der aristokratischen Gesellschaft der Heian-Zeit hin zu einer feudalistischen Gesellschaft der Samurai. Diese Veränderungen wurden begleitet von einer Verlagerung des politischen Zentrums durch die Errichtung verschiedener Shogunate nach Osten.
Verschiedene neue buddhistische Bewegungen entsprangen und der Alphabetisierungsgrad erhöhte sich dadurch.
In der Mitte des 16. Jahrhunderts erreichten portugiesische Missionare Japan. Diese führten westliche Konzepte und Technologien ein, teilten aber auch ihre Sprache, wodurch verschiedene Lehnworte in das Japanische einflossen.
Um das Christentum (kirishitan) zu verbreiten, studierten und lernten die portugiesischen Missionare Japanisch. Sie schufen eine Großzahl an linguistischen Grammatik- und Wörterbüchern und übersetzten ihre Literatur. Diese Quellen sind äußerst wertvoll bei der Erforschung des Mitteljapanischen.

## Phonologie

### Vokale
Es gab fünf Vokale: /i, e, a, o, u/.
- /i/: [⁠i⁠]
- /e/: [je], [e]?
- /a/: [a]
- /o/: [wo], [o]?
- /u/: [u]

Ursprünglich wurden /e/ und /o/ als Halbvokale [j] bzw. [⁠w⁠] realisiert. Dies ist ein Ergebnis von früheren Verschmelzungen, die aus dem Klassischjapanischen geerbt wurden. Dennoch ist es strittig wie sie nach einem Konsonanten realisiert wurden.
Des Weiteren gab es zwei Arten eines langen o: [ɔː] und [oː]. Die Vokalfolge /au/ wurde zu [ɔː] sowie /ou/ und /eu/ zu [oː] bzw. [joː] zusammengezogen. Beispiele dafür sind:
- /hayaku/ „schnell“ > /hayau/: [ɸajaku] > [ɸajau] > [ɸajɔː]
- /omou/ „denken“: [womou] > [womoː]

### Konsonanten
Mitteljapanisch hatte den folgenden Konsonantenvorrat:
|               | bilabial | alveolar | postalveolar | palatal | velar | uvular |
| ------------- | -------- | -------- | ------------ | ------- | ----- | ------ |
| Plosive       | p b      | t d      |              |         | k g   |        |
| Affrikate     |          | t͡s d͡z    | t͡ʃ d͡ʒ        |         |       |        |
| Nasale        | m        | n        |              |         |       | ɴ      |
| Frikative     | ɸ        | s z      | ɕ ʑ          |         |       |        |
| Flaps         |          |          | ɺ            |         |       |        |
| Approximanten |          |          |              | j       | ɰ     |        |

Zusätzlich gab es die beiden Phoneme /N/ und /Q/. Vor einer Pause ist /N/ ein uvulares [ɴ]. Es wird an den Artikulationsort eines folgenden Plosivs, Affrikaten oder Nasal assimiliert. /Q/ wird eine phonetische Kopie eines folgenden Obstruenten.
/s, z/, /t, d/, /n/, /h, b/, /p/, /m/ und /r/ konnten palatalisiert sein.
Die labialen Konsonanten /kw, gw/ erschienen während des Klassischjapanischen. Während dieser Periode verschmolzen labiale Konsonanten vor -i und -e mit ihren nichtlabialen Gegenstücken, insbesondere:
- /kwi/ > /ki/
- /gwi/ > /gi/
- /kwe/ > /ke/
- /gwe/ > /ge/

Der Unterschied zwischen /ka/ und /kwa/ blieb erhalten.
Die Sibilanten /s, z/ wurden vor /i/ und /e/ palatisiert. Diese hatten die folgende Verteilung:
- /sa, za/: [sa, za]
- /si, zi/: [ɕi, ʑi]
- /su, zu/: [su, zu]
- /se, ze/: [ɕe, ʑe]
- /so, zo/: [so, zo]

João Rodrigues notierte in Arte da Lingoa de Japam [sic], dass die östlichen Dialekte bekannt dafür seien /se/ als [se] anstatt als [ɕe] zu realisieren. Im modernen Japanisch wurde /se, ze/ zu [se, ze] während /si, zi/ weiterhin als [ɕi, ʑi] erhalten blieb.
/t/ und /d/ werden in allen Positionen von den Sibilanten unterschieden. Sie unterlaufen dennoch eine Affrikation vor /i, u/:
- /ti, di/: [tʃi, dʒi]
- /tu, du/: [tsu, dzu]

#### Pränasalierung
Stimmhafte Plosive und Frikative waren pränasaliert:
- /g/: [ng]
- /z/: [nz]
- /d/: [nd]
- /b/: [mb]

João Rodrigues machte diese Beobachtung in Arte da Lingoa de Japam. Außerdem gibt der koreanische Text Chephay sine /b, d, z, g/ mit den Hangeul-Folgen -mp-, -nt-, -nz- und -ngk- wieder, was auf eine Pränasalierung hindeutet.
Die Auswirkungen dieser Pränasalierung können auch in der Transkription von Wörtern wie muma < /uma/ „Pferd“ und mube < /ube/ „wirklich“ gesehen werden.

#### /h/ und /p/
Obwohl das Protojapanische und wohl auch das Altjapanische ein *[p] besaß, wurde es im Klassischjapanischen zu [ɸ] und schließlich im Frühneujapanischen zum heutigen [h]. Das Mitteljapanische führte [p] erneut ein. [p] stand im Gegensatz zu [ɸ] und wird deswegen als neues Phonem angesehen. Man findet es in Wörtern wie pinpin und patto als auch in chinesischen Lehnwörtern wie sampai und nippon.
Das mediale /h/ wurde nach /a/ zu [w] und vor allen anderen Vokalen zu Ø:
- /-ha/: [wa]
- /-hi/: [i]
- /-hu/: [u]
- /-he/: [je]
- /-ho/: [wo]

#### Gleitlaute
/w/ hatte die folgende Verteilung:
- /wa/: [wa]
- /wi/: [i]
- /we/: [je]
- /wo/: [wo]

Die vorherige Verschmelzung im Altjapanischen von /o/ und /wo/ zu [wo] setzt sich im Mitteljapanischen des 12. Jahrhunderts mit /e/ und /we/ zu [je] fort.
/y/ hatte die folgende Verteilung:
- /ya/: [ja]
- /yu/: [ju]
- /ye/: [je]
- /yo/: [jo]

Wegen verschiedener Verschmelzungen wurden /e/, /we/ und /ye/ alle als [je] realisiert und daher nicht unterschieden.

### Silbenstruktur
Traditionell folgten Silben einer (C)V-Struktur. Dadurch war es nicht nötig zwischen Moren und Silben zu unterscheiden. Durch chinesische Lehnwörter wurde eine neue Art von Lauten eingeführt die auf -m, -n oder -t enden konnten. Diese (C)V(C)-Struktur waren daher die neuen Silben, während die Moren weiterhin auf der traditionellen (C)V-Struktur basierten.
Während dieser Periode wurden die Silbenenden -m und -n eingangs unterschieden. Mit dem Ende des Früh-Mitteljapanischen verschmolzen jedoch beide zu /N/.

### Liaison
Die Silbenenden -m, -n, -t gefolgt von einem Vokal oder Halbvokal waren einer Liaison ausgesetzt und wurden zu den Konsonantenclustern -mm-, -nn- und -tt-.
-m > -mm-:
- samwi > sammi „dritter Rang“

-n > -nn-:
- ten’wau > tennau > tennoː „Kaiser“
- kwan’on > kwannon „Göttin des Mitgefühls“
- kon’ya > konnya „heute Nacht“

-t > -tt-:
- set’in > settin „Toilette“
- konnitwa > konnitta „was heute betrifft“ (vgl. konnichi wa)
- but’on > button „Gnade Buddhas“

### Onbin
Onbin (音便, dt. „Euphonie“) waren sporadischen Lautänderungen. Diese waren nicht automatisch oder ohne Ausnahmen, und die genaue Ursache ist noch strittig. Obwohl sie auch in früheren Sprachstufen auftauchen, war onbin besonders während des Mitteljapanischen vorherrschend und hatte einen großen Einfluss auf die Morphologie von Verben und Adjektiven.
Verben:
- yom- „lesen“: /yomite/ > /yoNde/ [joɴde]
- kuh- „essen“: /kuhite/ > /kuute/ [kuːte] :: /kuQte/ [kutte]

Beim kuh-Beispiel gibt es zwei mögliche Ergebnisse: ersteres ist eine Besonderheit der westlichen Dialekte, während letzteres eine der östlichen ist.
Adjektive:
- /hayaku/ „schnell“ > /hayau/: [ɸajaku] > [ɸajau] > [ɸajɔː]
- /kataki/ „hart“ > /katai/: [katai]

Bei beiden Wörtern entfällt das mediale -k-.

## Grammatik
Viele archaische grammatikalische Formen werden abgelegt und bringen die Sprache näher an ihre heutige Form.
Die prominenteste Entwicklung ist die Ersetzung der Shūshikei mit der Rentaikei. Dies hatte folgende Auswirkungen:
- Es half beim Wechsel von zwei- zu einstufigen Verben.[19]
- Es verursachte eine Reihe von Veränderungen in den beiden Adjektivklassen, in deren Verlauf beide miteinander verschmolzen.
- Es schwächte das Kakarimusubi-System.
- Das einst unregelmäßige Verb ar- „sein“ fängt an ein vierstufiges, regelmäßiges zu werden.

### Verben
Mitteljapanisch übernahm alle 9 Konjugationen aus dem Klassischjapanischen.
| Verbklasse         | Mizenkei 未然形 Irrealisform | Ren’yōkei 連用形 Konjunktionalform | Shūshikei 終止形 Schlussform | Rentaikei 連体形 Attributivform | Izenkei 已然形 Realisform | Meireikei 命令形 Imperativform |
| ------------------ | ---------------------------- | ---------------------------------- | ---------------------------- | ------------------------------- | ------------------------- | ------------------------------ |
| vierstufige        | -a                           | -i                                 | -u                           | -u                              | -e                        | -e                             |
| obere einstufige   | -i                           | -i                                 | -iru                         | -iru                            | -ire                      | -i(yo)                         |
| obere zweistufige  | -i                           | -i                                 | -u                           | -uru                            | -ure                      | -i(yo)                         |
| untere einstufige  | -e                           | -e                                 | -eru                         | -eru                            | -ere                      | -e(yo)                         |
| untere zweistufige | -e                           | -e                                 | -u                           | -uru                            | -ure                      | -e(yo)                         |
| K-unregelmäßige    | -o                           | -i                                 | -u                           | -uru                            | -ure                      | -o                             |
| S-unregelmäßige    | -e                           | -i                                 | -u                           | -uru                            | -ure                      | -e(yo)                         |
| N-unregelmäßige    | -a                           | -i                                 | -u                           | -uru                            | -ure                      | -e                             |
| R-unregelmäßige    | -a                           | -i                                 | -i                           | -u                              | -e                        | -e                             |

Über die ganze Sprachperiode hinweg wurden die zweistufigen Verben zu einstufigen. Dieser Prozess fand sein Ende im Früh-Neujapanischen. Dies ist Teil des Ergebnisses der Verschmelzung der Shūshikei mit der Rentaikei.

### Adjektive
Es gab 2 Arten von Adjektiven: reguläre Adjektive und adjektivische Nomen.
Die regulären Adjektive werden nochmals in 2 Typen eingeteilt: jene, bei denen die Ren’yōkei auf -ku, und jene, bei denen sie auf -siku endet. Damit gibt es zwei Flexionstypen:
| Adjektivklasse | Mizenkei | Ren’yōkei | Shūshikei | Rentaikei | Izenkei | Meireikei | Anmerkungen |
| -------------- | -------- | --------- | --------- | --------- | ------- | --------- | ----------- |
| -ku            |          | -ku       | -si       | -ki       |         |           |             |
| -ku            |          | -u        | -ki       | -i        |         |           | Früh        |
| -ku            |          | -u        | -i        | -i        |         |           | Spät        |
| -ku            | -kara    | -kari     |           | -karu     | -kere   | -kare     |             |
| -siku          |          | -siku     | -si       | -siki     |         |           |             |
| -siku          |          | -siu      | -sisi     | -sii      |         |           | Früh        |
| -siku          |          | -siu      | -sii      | -sii      |         |           | Spät        |
| -siku          | -sikara  | -sikari   |           | -sikaru   | -sikere | -sikare   |             |

Es gab drei bemerkenswerte Veränderungen, die diese zweifache Unterscheidung vereinheitlichte:
- Im Früh-Mitteljapanischen entwickelt die Shūshikei -siku Formen auf -sisi (bspw. nun ashishi statt nur ashi 'schlecht').
- Die Shūshikei wird von der Rentaikei verdrängt, in der beide früheren Einsatzbereiche miteinander verschmelzen.
- Im Spät-Mitteljapanischen wird der adjektivische Suffix -ki auf -i verkürzt.

Die adjektivischen Nomen übernahmen vom Klassischjapanischen die 2 Klassen -nar und -tar.
| Typ  | Mizenkei | Ren’yōkei | Shūshikei | Rentaikei     | Izenkei | Meireikei | Anmerkungen |
| ---- | -------- | --------- | --------- | ------------- | ------- | --------- | ----------- |
| nar- | -nara    | -nari -ni | -nari     | -naru -na     | -nare   |           | Früh        |
| nar- | -nara    | -ni -de   | -dya -na  | -naru -na -no | -nare   |           | Spät        |
| tar- |          | -to       | -tari     | -taru         |         |           | Früh        |
| tar- |          | -to       |           | -taru         |         |           | Spät        |

Die prominenteste Entwicklung war die Verkürzung des attributiven -naru zu -na. Als die Shūshikei und die Rentaikei verschmolzen, teilten sich beide das neue -na. Der tar-Typ veraltete weiter und geriet immer mehr außer Gebrauch.

### Kateikei
Die Izenkei entwickelte sich zur Kateikei (仮定形, dt. „Hypothetische Form“). Die Izenkei als Realis wurde benutzt, um etwas zu beschreiben, das schon passiert ist. Diese Verwendung verschwand langsam und mündete in die Kateikei, die zur Beschreibung von etwas hypothetischem, noch nicht passiertem, verwendet wird. Das heutige Japanische besitzt nur noch die Kateikei.

### Meireikei
Der Imperativ wurde traditionell ohne Suffix oder mit -yo abgeschlossen. Im Mitteljapanischen wurde das Suffix -i an die unteren zweistufigen und unregelmäßigen Verben angehängt:
- kure + i: kurei „gib“
- ko + i: koi „komm“
- se + i: sei „tu“

João Rodrigues notierte in Arte da Lingoa de Japam dass -yo durch -ro ersetzt werden konnte wie in miyo > miro „schau“. Die östlichen Dialekte des Altjapanischen des 8. Jahrhunderts besaßen ebenfalls bereits diesen Imperativ auf -ro. Dieser ist auch die Standardimperativform des heutigen Japanischen.

### Tempus und Aspekt
Das Tempus- und Aspektsystem unterlief radikale Veränderungen. Die Perfektive -nu und -tu, der Resultativ -ri sowie die Vergangenheitsformen -ki und -keri kamen außer Gebrauch. An ihrer Stelle entwickelte sich -tari aus einem resultativen Aspekt in eine normale Vergangenheitsform. Dessen Adnominalform -taru wurde schließlich zum modernen -ta.

### Partikeln
Eine neue Kasuspartikel de entwickelte sich aus ni te.
Der Mutmaßungssuffix -mu unterlief einer Vielzahl an phonologischen Veränderungen: mu > m > N > ũ. In Kombination mit dem Vokal der Mizenkei, an den er angehängt wurde, wurde er zu einem langen Vokal nach einem vorangegangenen -y-.